# Понсон-Десюс
Понсо́н-Десю́с (фр. Ponson-Dessus) — коммуна во Франции, находится в регионе Аквитания. Департамент — Атлантические Пиренеи. Входит в состав кантона Валле-де-л’Ус и дю Лагуэн. Округ коммуны — По.
Код INSEE коммуны — 64452.

## География
Коммуна расположена приблизительно в 650 км к югу от Парижа, в 175 км южнее Бордо, в 26 км к востоку от По.
На востоке коммуны протекает река Лис-д’Арре, а на западе — река Карбуэр.

### Климат
Климат тёплый океанический. Зима мягкая, средняя температура января — от +5°С до +13°С, температуры ниже −10 °C бывают редко. Снег выпадает около 15 дней в году с ноября по апрель. Максимальная температура летом порядка 20-30 °C, выше 35 °C бывает очень редко. Количество осадков высокое, порядка 1100 мм в год. Характерна безветренная погода, сильные ветры очень редки.

## Население
Население коммуны на 2010 год составляло 241 человек.
| 1962 | 1968 | 1975 | 1982 | 1990 | 1999 | 2010 |
| ---- | ---- | ---- | ---- | ---- | ---- | ---- |
| 221  | 207  | 181  | 212  | 227  | 233  | 241  |

## Администрация
| Период | Период | Фамилия        | Партия                            | Примечания |
| ------ | ------ | -------------- | --------------------------------- | ---------- |
| 1995   | 2008   | Бернар Лакабан |                                   |            |
| 2008   | 2020   | Жан-Клод Лалан | Охота, рыбалка, природа, традиции |            |

## Экономика
В 2010 году среди 153 человек трудоспособного возраста (15-64 лет) 117 были экономически активными, 36 — неактивными (показатель активности — 76,5 %, в 1999 году было 75,2 %). Из 117 активных жителей работали 110 человек (58 мужчин и 52 женщины), безработных было 7 (4 мужчины и 3 женщины). Среди 36 неактивных 13 человек были учениками или студентами, 13 — пенсионерами, 10 были неактивными по другим причинам.

## Достопримечательности
- Церковь Св. Лаврентия (1868 год)[4]

## Фотогалерея

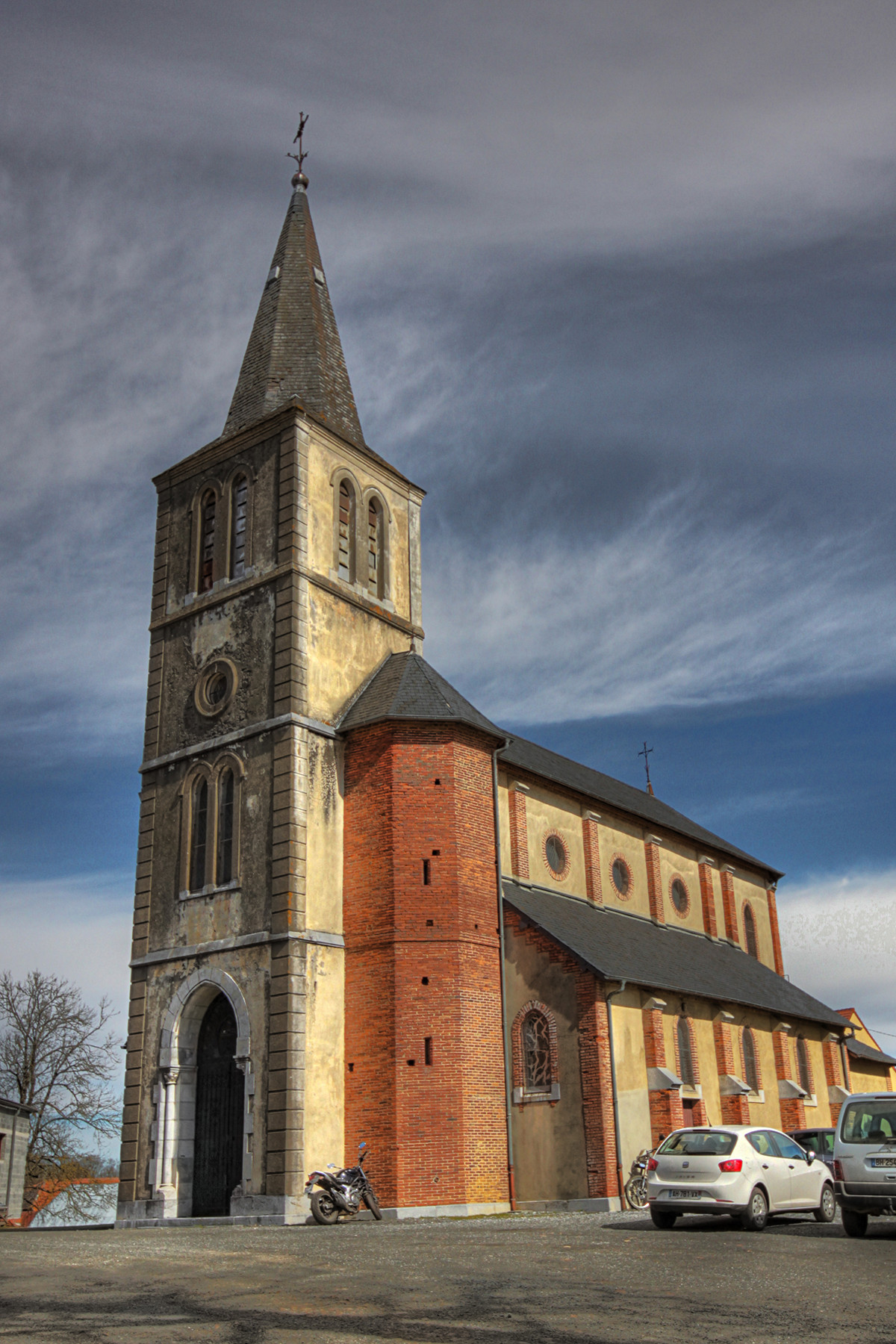
Церковь Св. Лаврентия
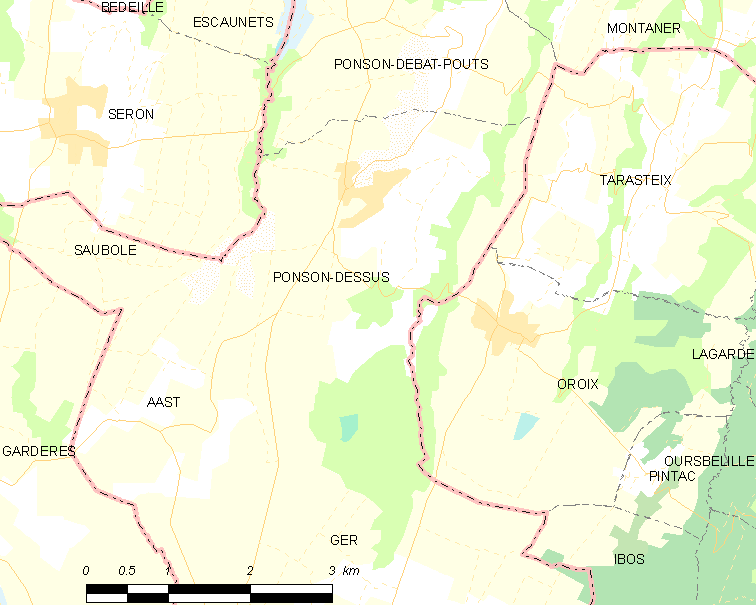
Карта коммуны